# Parafia św. Stanisława Kostki w Korytowie
Parafia pw. św. Stanisława Kostki w Korytowie – parafia rzymskokatolicka należąca do dekanatu Choszczno, archidiecezji szczecińsko-kamieńskiej, metropolii szczecińsko-kamieńskiej. W parafii posługują księża diecezjalni. Proboszczem parafii jest ks. Maciej Goździk.

## Miejsca kultu
- Kościół św. Stanisława Kostki w Korytowie – kościół parafialny
- Kościół Matki Bożej Częstochowskiej w Chełpie – kościół filialny
- Kościół św. Maksymiliana Marii Kolbego w Wardyniu – kościół filialny